# Списак енглеских уметничких дела у Народном музеју Србије
Збирка енглеске уметности (British Art) у Народном музеју Србије обухвата сликаре обично с краја 19. века, углавном импресионисте и постимпресионисте. Огромну већину колекције поклонио је принц Павле од Југославије пре Другог светског рата. Колекција садржи 64 слике и аквареле и 51 графику и бакропис. Колекција укључује сликаре као што су Алфред Сисли, Чарлс Кондер, Филип Вилсон Стир, Волтер Сикерт, Хермиона Хамонд, Џејмс Боливар Мансон, Виндхам Луис, Роџер Фрај, Данкан Грант, Ванеса Бел и Роланд Фишер, и графички радови Вилијама Хогарта итд..

## Одабрана дела у колекцији
- Џорд Морланд, Стаја са вепровима
- Кларксон Фредерик Стенфилд, Море са рибарским једрилицама (1862)
- Франк Хол, Повратак из ходања (1877)
- Чарлс Кондер, на плажи
- Филип Вилсон Стир, Шума
- Волтер Сикерт, Улица у Диепеу, Диепе
- Роџер Фрај, Акт на пролеће 1921
- Седрик Морис, Северноафрички пејзаж
- Хермиона Хамонд, Трафалгар сквер (акварел)
- Вилфрид де Глен, Архитектура једне цркве
- Џорџ Клаузен, Летње јутро
- Џорџ Фредерик Ватс, Портрет лејди Гавраг
- Џон Лејври, камин
- Гвен Џон, Ентеријер са белим столом
- Ванеса Бел, Кровови
- Хенри Тонкс, Мушкарац и Жена на предиву (акварел)
- Грахам Садрленд, Пејзаж из Јужног Велса
- Џон Неш, Бродови у луци, Цвеће на прозору